# Sphinge
Pour les articles homonymes, voir Sphinx (homonymie).
Pour un article plus général, voir Sphinx.
La sphinge, ou sphynge, est une figure de la mythologie grecque.

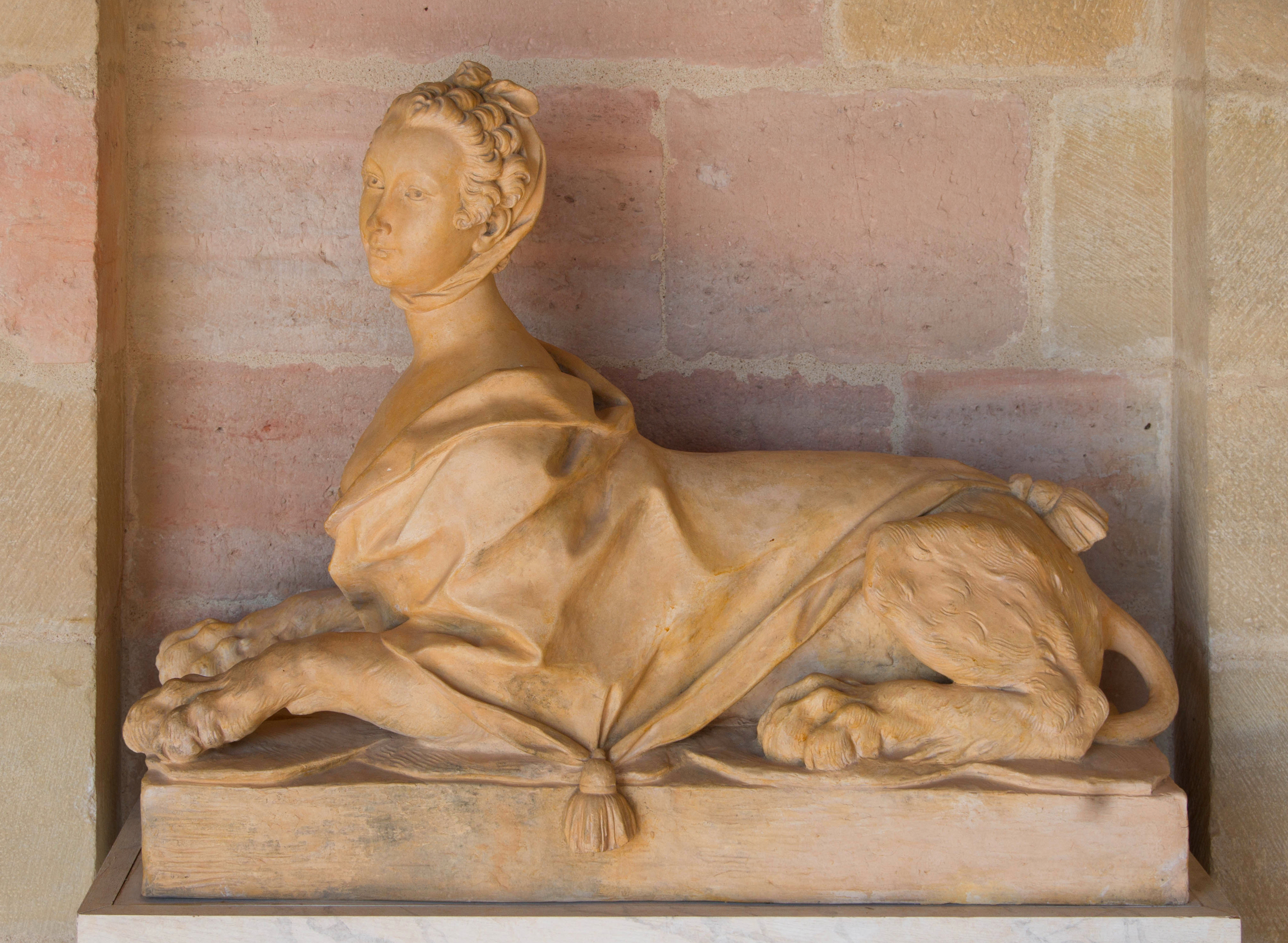
Sphinge de droite au château de Hautefort.

## Historique
Dans la mythologie grecque, elle est le pendant féminin du sphinx. On la décrit parfois comme « un sphinx à buste de femme »,,.

## Sculpture

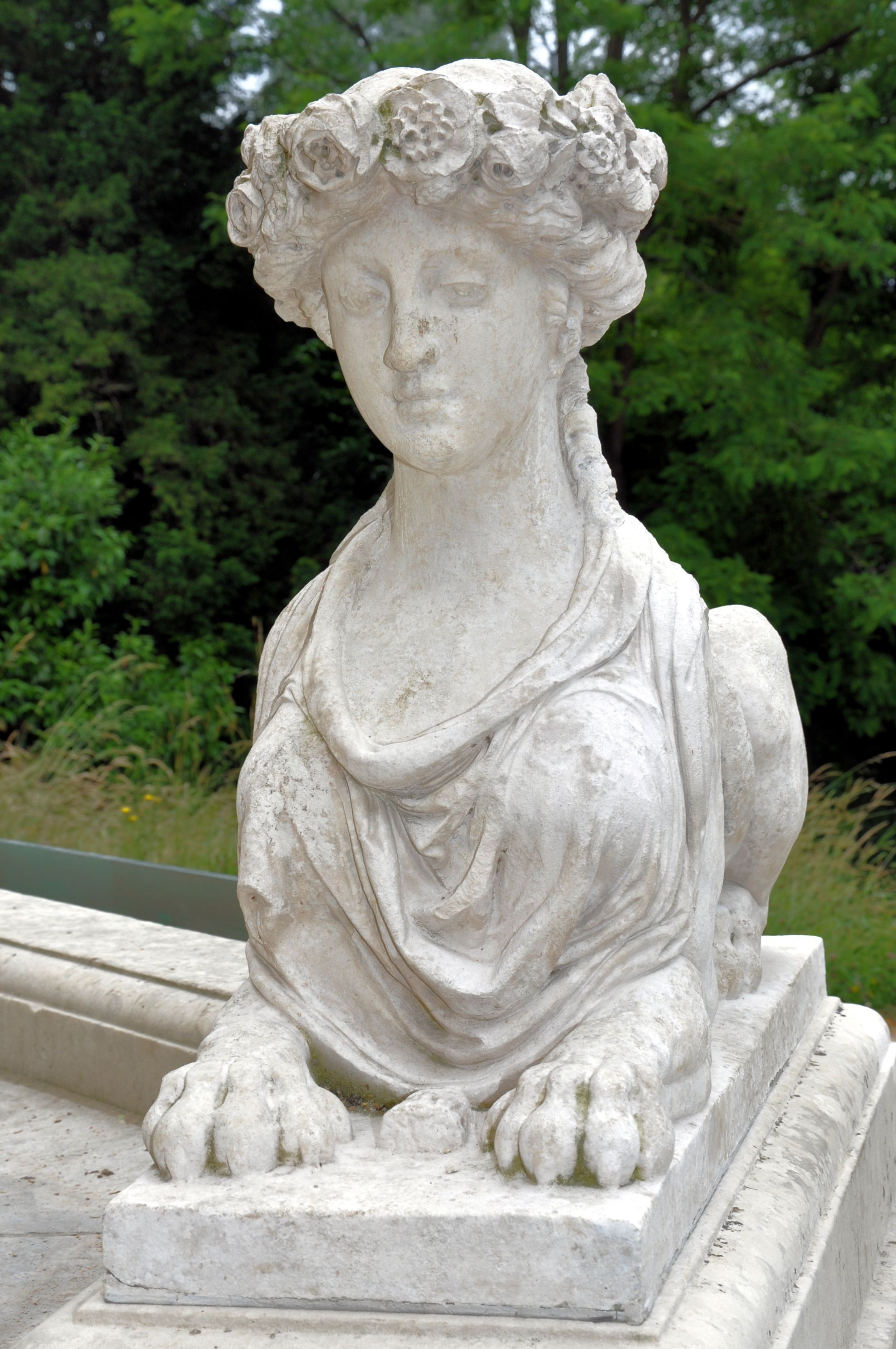
Sphinge représentant le printemps. Belvédère du Petit Trianon, château de Versailles.

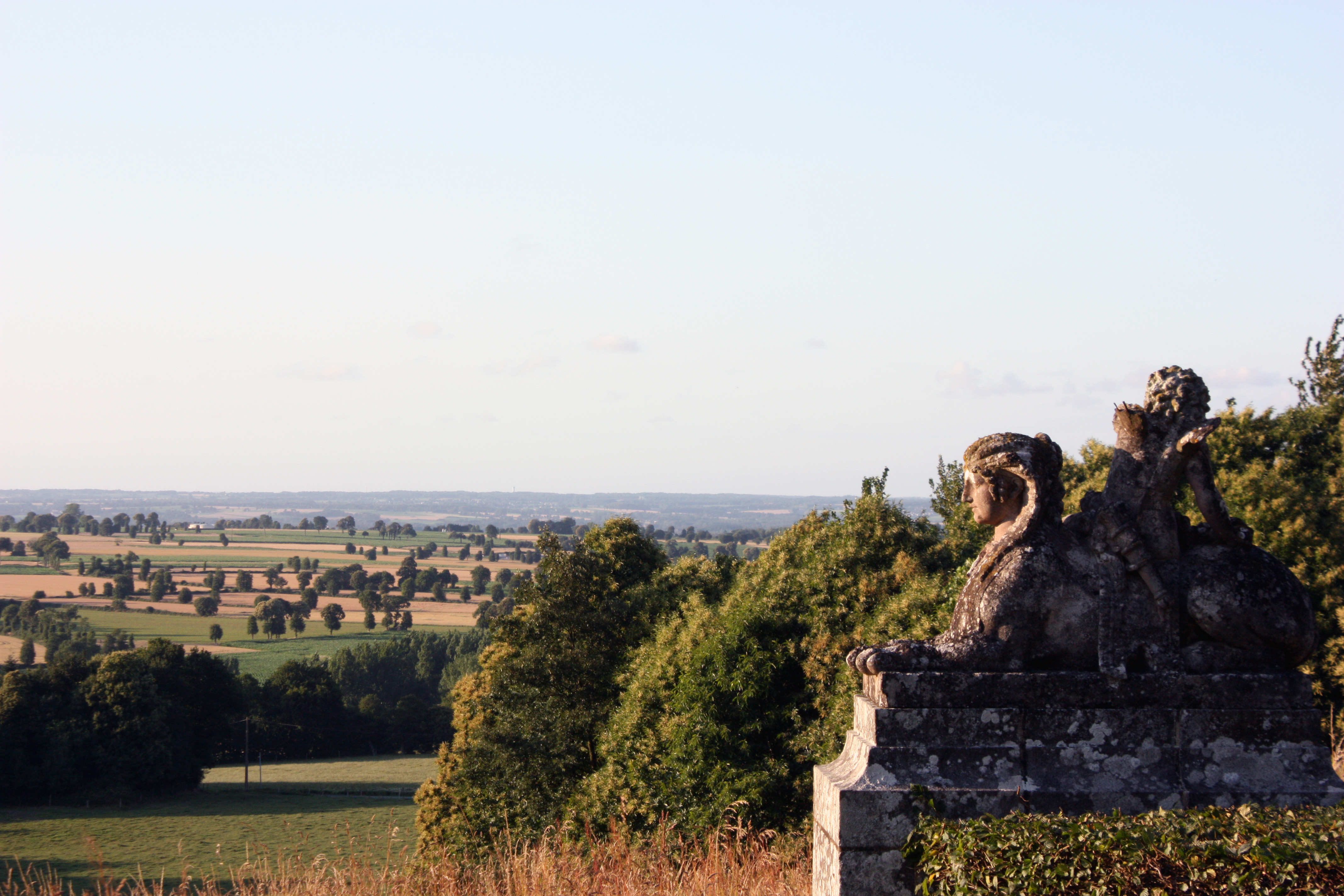
Sphinge du parc du château de Caradeuc en Bretagne.

La sphinge remonte à l'antiquité grecque. Les Étrusques en ont fait beaucoup de représentations, dont la sphinge de Chiusi.
Des fouilles archéologiques sur la commune de Castro, près de Viterbe en Italie, ont fait mention d'une statue de sphynge en nenfro, retrouvée parmi des ruines.
Plus proche de notre époque, Auguste Rodin est l'un des sculpteurs les plus connus à avoir consacré plusieurs œuvres à la figure de la sphinge.

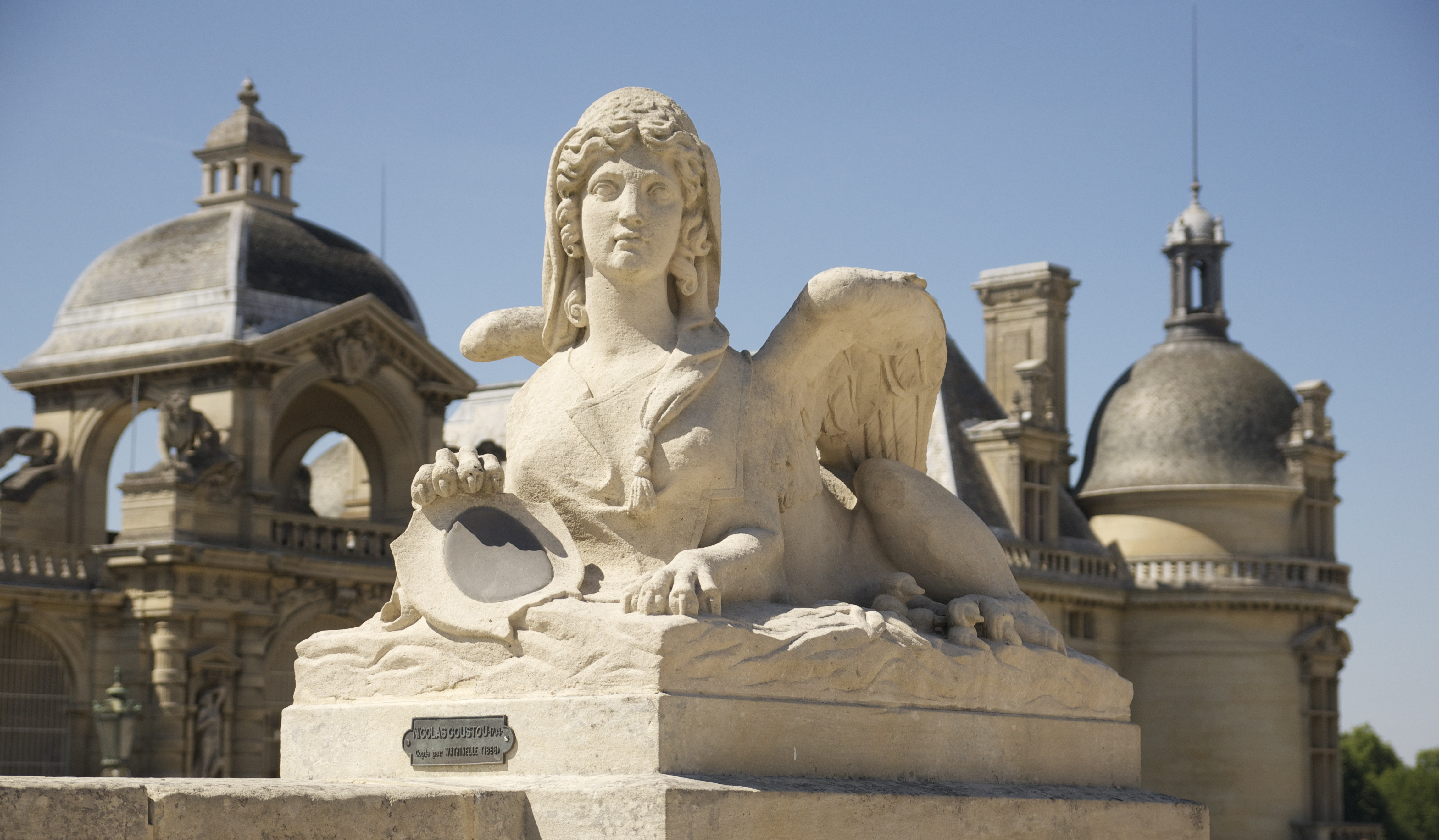
Sphinge du château de Chantilly, par Antoine Watrinelle d'après Nicolas Coustou.
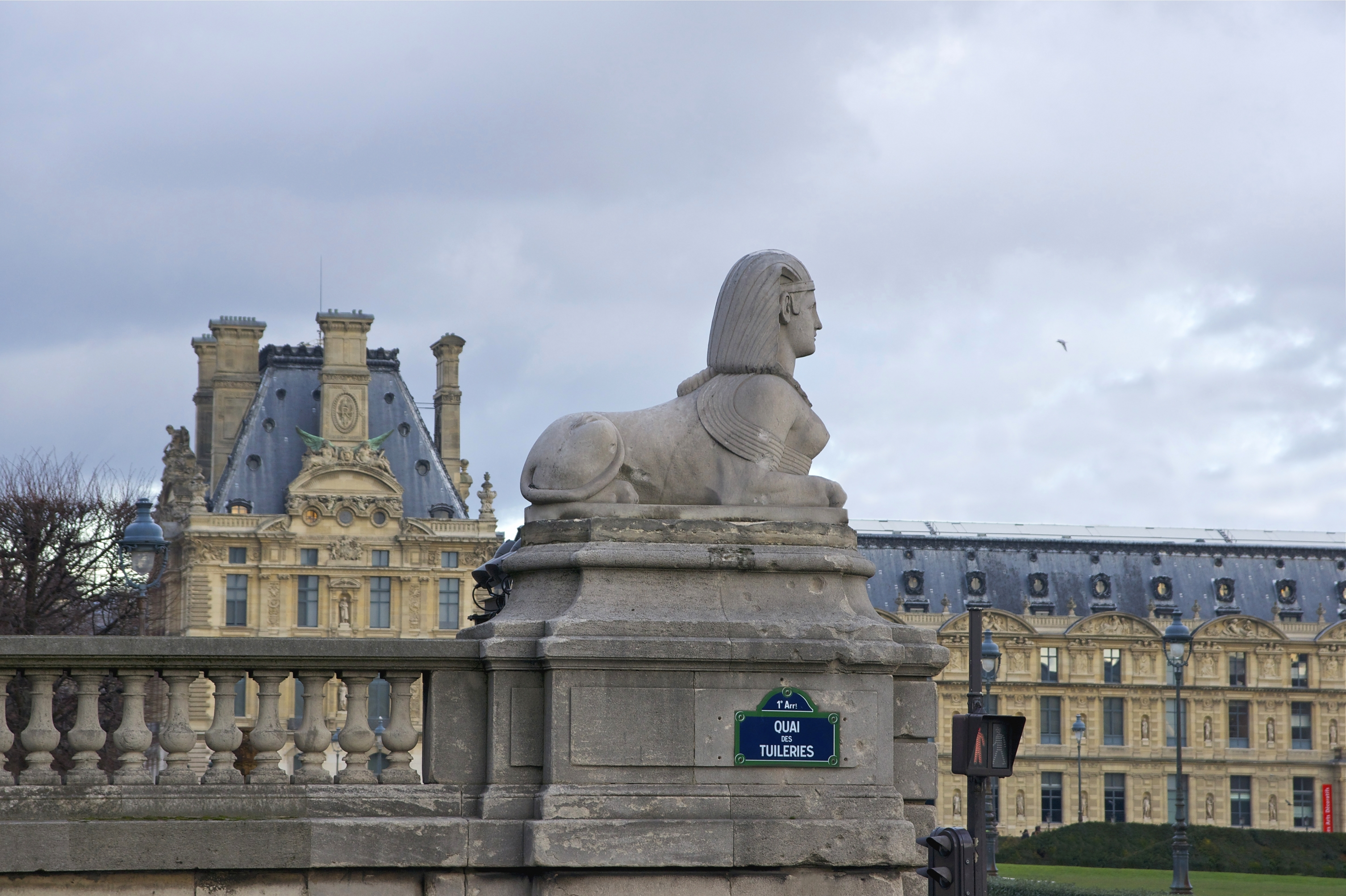
Sphinge du jardin des Tuileries à Paris.

## Littérature

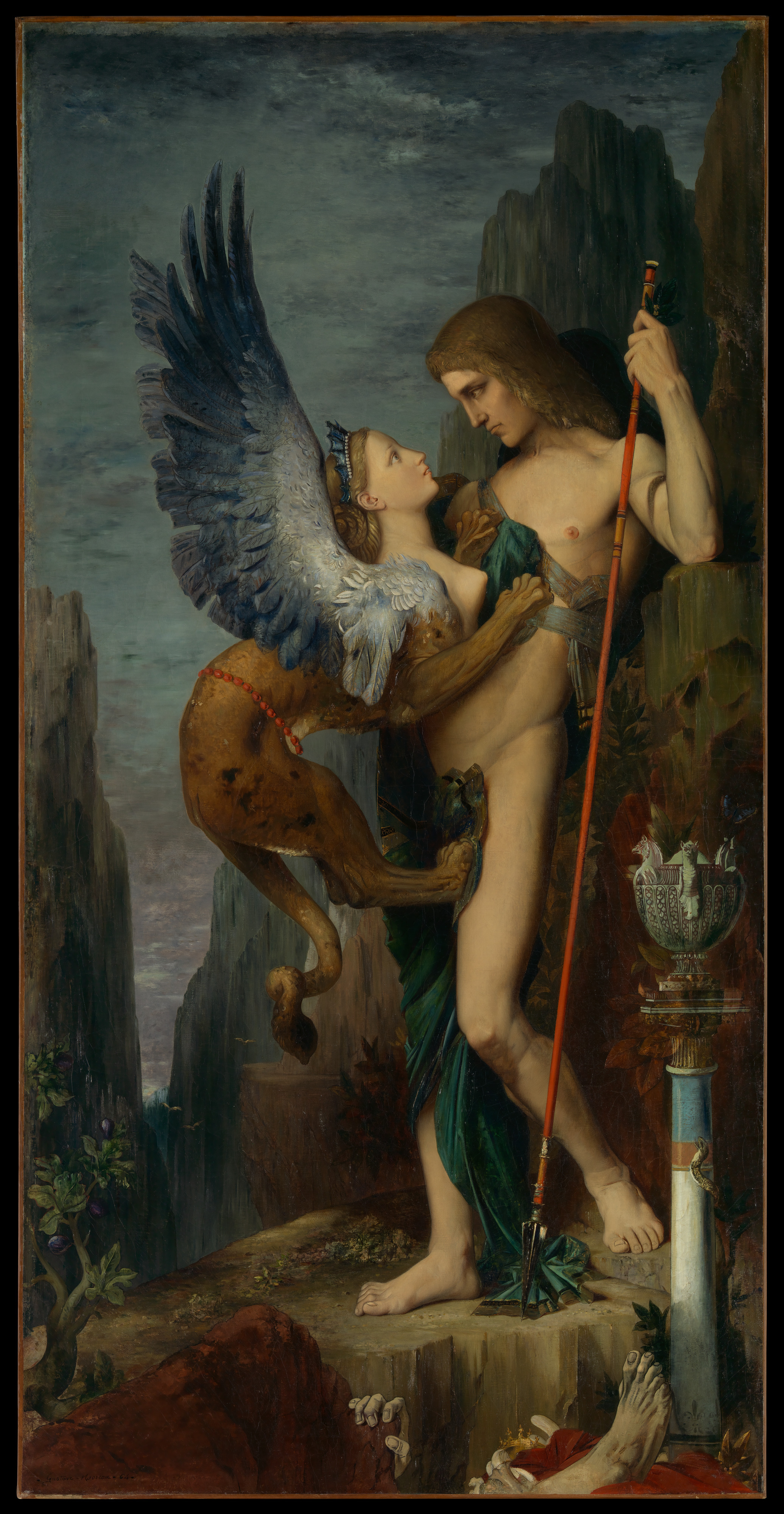
Œdipe et la sphynx, Gustave Moreau, Metropolitan Museum of Art.

La sphinge est populaire dans la littérature, de l'Antiquité à nos jours, bien que son symbole et son utilisation littéraire ait pu varier légèrement au cours du temps.
L'écrivain grec Hésiode semble avoir été le premier à employer le terme de sphinge, bien que la plupart des traductions modernes de sa Théogonie mentionnent un « sphynx » ou, au mieux, un « sphynx femelle ».
Dans le mythe œdipien, c'est une sphinge que le héros rencontre.
Depuis le XXe siècle, quelques citations célèbres : 
- « […] Elena qui ne parlait jamais, pour respecter son image de sphinge. »[9].
- « […] Christel est méprisante, c'est une princesse, lointaine, une sphinge. Mais je ne veux pas vous en dégoûter, mon cher Gérard. »[10].
- « Mésomédès de Crète, mon musicien favori, accompagna, sur l'orgue hydraulique, la récitation de son poème de La Sphinge, œuvre inquiétante, sinueuse, fuyante comme le sable au vent. »[11].

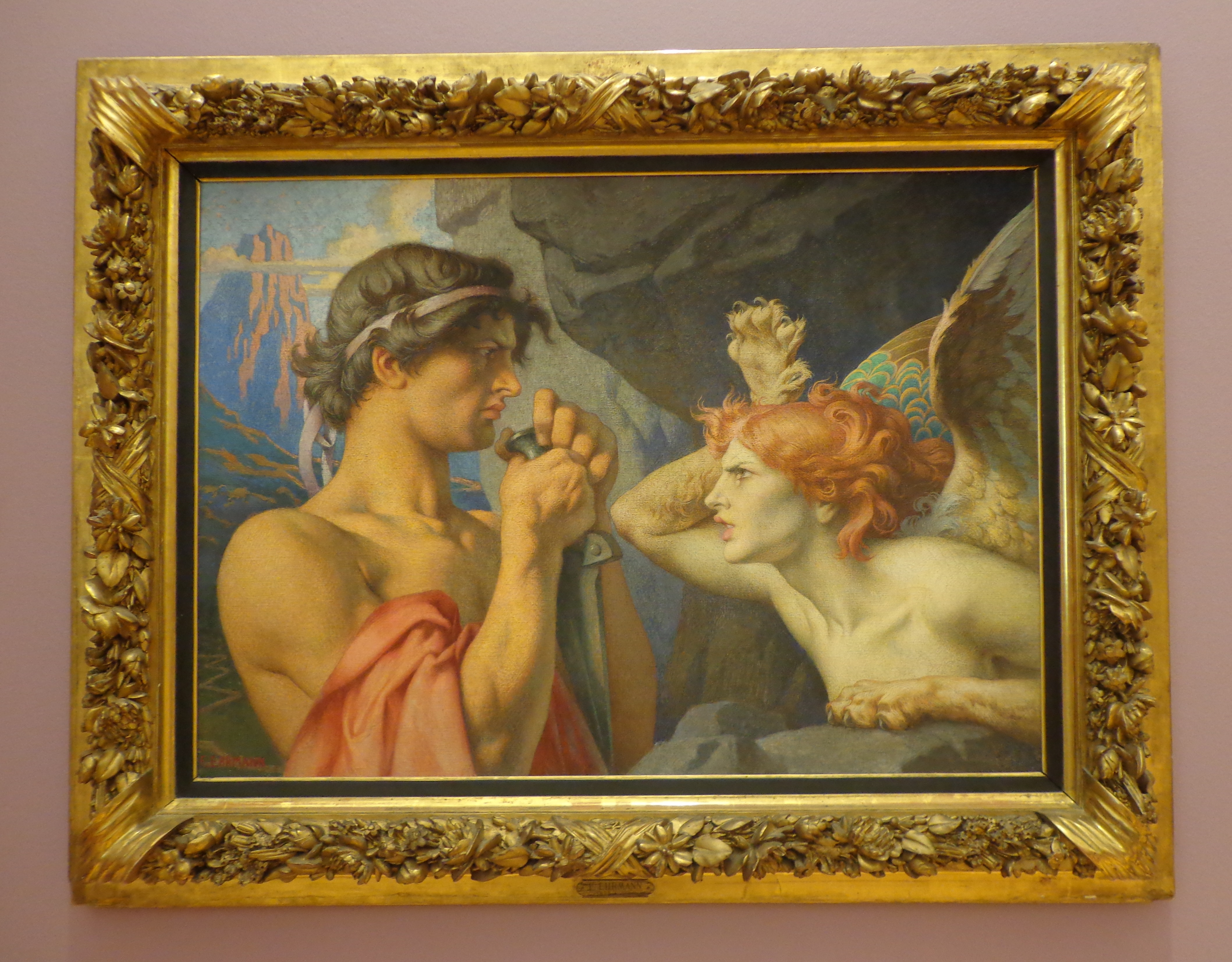
Œdipe et la sphinge, François-Émile Ehrmann, muséum de Strasbourg.

La sphinge peinte par Fernand Khnopff constitue l'élément central de la nouvelle « La Caresse » de Greg Egan, dans le recueil de nouvelles Axiomatique.